# توماس دین
توماس دین (انگلیسی: Thomas Dean؛ زادهٔ ۲ مهٔ ۲۰۰۰) شناگر است.

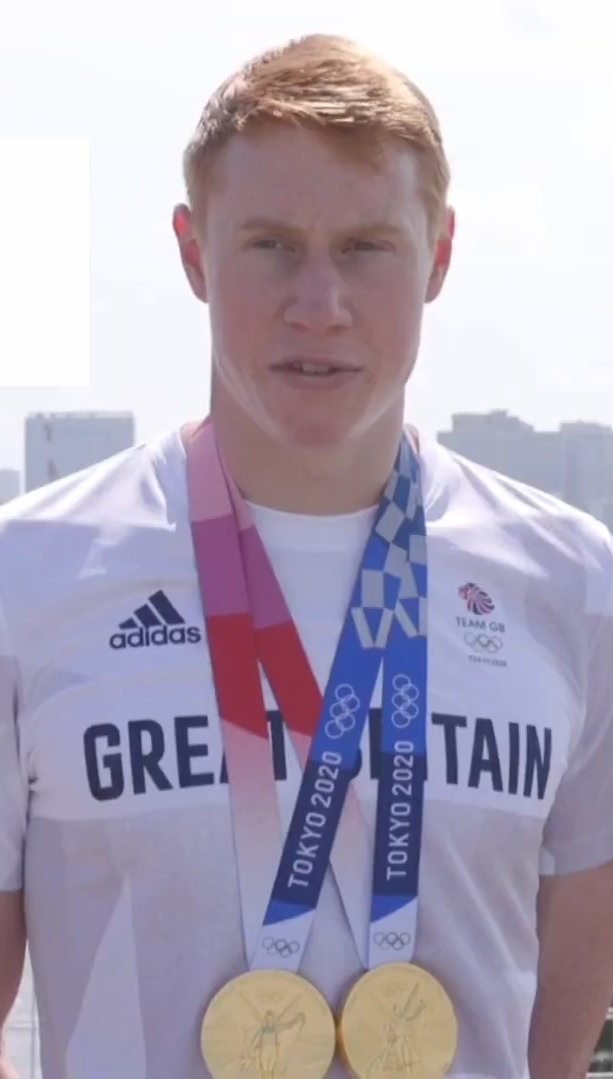
توماس دین - ۲۰۲۱

وی در مسابقات کشوری و بین‌المللی در مجموع برندهٔ ۷ مدال طلا، ۴ مدال نقره، ۳ مدال برنز شده‌است.